# Альдебург, Иво
Иво де Альдебург (англ. Ivo de Aldeburgh; умер после 1321) — английский рыцарь, участник войн с Шотландией. Отец 1-го барона Альдебурга.

## Биография
Иво де Альдебург принадлежал к рыцарскому сословию. Он участвовал в шотландских походах королей Эдуарда I и Эдуарда II и в благодарность получил от Эдуарда Баллиола ряд земельных пожалований. В 1305 году Альдебург был назначен шерифом Лотиана, в 1321 — шерифом Ратленда и констеблем замка Оукхем.
Иво де Альдебург был женат на Мэри (её происхождение неизвестно). В этом браке родились сын Уильям, ставший в 1371 году 1-м бароном Альдебург, и дочь Кэтрин.